# Colin-Wolber
A equipa de ciclismo 'Colin-Wolber'  foi um equipa francês, com camisola verde e dourado, que esteve ativa entre 1930 e 1940 e foi patrocinada pela Colin. A partir de 1934, a equipa passou a ser de nacionalidade belga.

## Principais resultados

### Grandes Voltas
- Volta a Espanha
  - Vitórias finais
    - 1935: Gustaaf Deloor
    - 1936: Gustaaf Deloor

  - Vitórias de etapas
    - 1935: Gustaaf Deloor (3), Mariano Cañardo (2) e Joseph Huts
    - 1936: Gustaaf Deloor (3) e Alfons Deloor

- Tour de France
  - Vitórias de etapas
    - 1937: Gustaaf Deloor

### Outras corridas
- Volta à Catalunha: Mariano Cañardo (1936)

## Corredores destacados
| - 1930 - Sadi Leport - 1931 - Guiseppe Abbondio - Sadi Leport - 1932 - Guiseppe Abbondio - 1933 - Guiseppe Abbondio - Sadi Leport - Robert Brugere - 1934 - Alfons Deloor - 1935 - Gustaaf Deloor - Alfons Deloor - Antoine Dignef | - 1936 - Gustaaf Deloor - Alfons Deloor - Mariano Cañardo - Joseph Huts - Paul Egli - Louis Noens - Antoine Dignef - 1937 - Louis Noens - Paul Egli - Antoine Dignef - Gustaaf Deloor - Alphons Schepers - 1938 - Joseph Huts - Alphons Schepers - 1939 - Gustaaf Deloor - Alfons Deloor - Joseph Moerenhout - Albert Van Wesemael - 1940 - Alfons Deloor |